# Liste der Monuments historiques in Vandœuvre-lès-Nancy
Die Liste der Monuments historiques in Vandœuvre-lès-Nancy führt die Monuments historiques in der französischen Gemeinde Vandœuvre-lès-Nancy auf.

## Liste der Immobilien
| Bezeichnung                 | Beschreibung                                                          | Standort                   | Kennzeichnung | Schutzstatus | Datum | Bild           |
| --------------------------- | --------------------------------------------------------------------- | -------------------------- | ------------- | ------------ | ----- | -------------- |
| Kirche St-François-d’Assise | von 1959 bis 1961 erbaut, Architekt Henri Prouvé; mit Gemeindezentrum | Avenue des Acacias (Lage)  | PA54000076    | Inscrit      | 2012  |                |
| Château Anthoine            | Herrenhaus, 16. Jahrhundert                                           | 50, 52 rue Gambetta (Lage) | PA54000006    | Inscrit      | 1996  | weitere Bilder |

## Liste der Objekte
| Bezeichnung                                      | Beschreibung                                                                    | Standort                              | Kennzeichnung | Schutzstatus | Datum | Bild |
| ------------------------------------------------ | ------------------------------------------------------------------------------- | ------------------------------------- | ------------- | ------------ | ----- | ---- |
| Skulptur Madonna mit Kind                        | Stein, 15. Jahrhundert                                                          | außen an der Kirche St-Melaine (Lage) | PM54001935    | Inscrit      | 1996  |      |
| Gemälde Porträt des heiligen Damian              | Ölfarbe auf Leinwand, Holzrahmen, Ende des 16. Jahrhunderts                     | in der medizinischen Fakultät (Lage)  | PM54002123    | Inscrit      | 2010  |      |
| Gemälde Porträt von Toussaint Fournier           | Ölfarbe auf Leinwand, Holzrahmen                                                | in der medizinischen Fakultät (Lage)  | PM54002137    | Inscrit      | 2010  |      |
| Gemälde Porträt von Christophe Henri Le Lorrain  | Ölfarbe auf Leinwand, Holzrahmen                                                | in der medizinischen Fakultät (Lage)  | PM54002144    | Inscrit      | 2010  |      |
| Gemälde Porträt von Pierre Parizot               | Ölfarbe auf Leinwand, Holzrahmen                                                | in der medizinischen Fakultät (Lage)  | PM54002145    | Inscrit      | 2010  |      |
| Gemälde Porträt von Paul Simon                   | Ölfarbe auf Leinwand, Holzrahmen, 1900 von Jean-Mathias Schiff                  | in der medizinischen Fakultät (Lage)  | PM54002149    | Inscrit      | 2010  |      |
| Gemälde Porträt von Pierre Alliot                | Ölfarbe auf Leinwand, Holzrahmen                                                | in der medizinischen Fakultät (Lage)  | PM54002152    | Inscrit      | 2010  |      |
| Gemälde Porträt von Charles Joseph Bagard        | Ölfarbe auf Leinwand, Holzrahmen                                                | in der medizinischen Fakultät (Lage)  | PM54002158    | Inscrit      | 2010  |      |
| Gemälde Porträt von Marc Barot                   | Ölfarbe auf Leinwand, Holzrahmen                                                | in der medizinischen Fakultät (Lage)  | PM54002110    | Inscrit      | 2010  |      |
| Gemälde Porträt von Christophe Pillement         | Ölfarbe auf Leinwand, Holzrahmen                                                | in der medizinischen Fakultät (Lage)  | PM54002111    | Inscrit      | 2010  |      |
| Gemälde Porträt von Casten Rönnow                | Ölfarbe auf Leinwand, Holzrahmen, um 1766 von Jean Girardet                     | in der medizinischen Fakultät (Lage)  | PM54002116    | Inscrit      | 2010  |      |
| Gemälde Porträt von Jean-Claude-Adrien Helvétius | Ölfarbe auf Leinwand, Holzrahmen                                                | in der medizinischen Fakultät (Lage)  | PM54002114    | Inscrit      | 2010  |      |
| Gemälde Porträt von Hippolyte Bernheim           | Ölfarbe auf Leinwand, vergoldeter Holzrahmen, 1895 von Victor Prouvé            | in der medizinischen Fakultät (Lage)  | PM54002121    | Inscrit      | 2010  |      |
| Gemälde Porträt des heiligen Kosmas              | Ölfarbe auf Leinwand, Holzrahmen, Ende des 16. Jahrhunderts                     | in der medizinischen Fakultät (Lage)  | PM54002124    | Inscrit      | 2010  |      |
| Gemälde Porträt des Hermes Trismegistos          | Ölfarbe auf Leinwand, Holzrahmen, erste Hälfte des 17. Jahrhunderts             | in der medizinischen Fakultät (Lage)  | PM54002126    | Inscrit      | 2010  |      |
| Gemälde Porträt von Antoine Le Pois              | Ölfarbe auf Leinwand, vergoldeter Holzrahmen                                    | in der medizinischen Fakultät (Lage)  | PM54002131    | Inscrit      | 2010  |      |
| Gemälde Porträt von Hippokrates                  | Ölfarbe auf Leinwand, Holzrahmen, Anfang des 17. Jahrhunderts                   | in der medizinischen Fakultät (Lage)  | PM54002127    | Inscrit      | 2010  |      |
| Gemälde Porträt von Galenos                      | Ölfarbe auf Leinwand, Holzrahmen, Anfang des 17. Jahrhunderts                   | in der medizinischen Fakultät (Lage)  | PM54002128    | Inscrit      | 2010  |      |
| Skulptur Heiliger Melanius                       | Stein, farbig gefasst, Ende des 15. Jahrhunderts                                | in der Kirche St-Melaine (Lage)       | PM54000941    | Classé       | 1961  |      |
| Erinnerungstafel an eine Messstiftung            | Stein, bemalt, um 1585                                                          | in der Kirche St-Melaine (Lage)       | PM54001937    | Inscrit      | 1996  |      |
| Gemälde Porträt von Gaston Michel                | Ölfarbe auf Leinwand, vergoldeter Holzrahmen                                    | in der medizinischen Fakultät (Lage)  | PM54002133    | Inscrit      | 2010  |      |
| Gemälde Porträt von Léon Parisot                 | Ölfarbe auf Leinwand, vergoldeter Holzrahmen                                    | in der medizinischen Fakultät (Lage)  | PM54002135    | Inscrit      | 2010  |      |
| Gemälde Porträt von Jacques Lelorrain            | Ölfarbe auf Leinwand, Holzrahmen                                                | in der medizinischen Fakultät (Lage)  | PM54002141    | Inscrit      | 2010  |      |
| Gemälde Porträt von René Baudin                  | Ölfarbe auf Leinwand, Holzrahmen                                                | in der medizinischen Fakultät (Lage)  | PM54002140    | Inscrit      | 2010  |      |
| Gemälde Porträt von Jean-Louis Bonfils           | Ölfarbe auf Leinwand, vergoldeter Holzrahmen, 1845 von Eugène Feyen             | in der medizinischen Fakultät (Lage)  | PM54002146    | Inscrit      | 2010  |      |
| Gemälde Porträt von Charles Rousselot            | Ölfarbe auf Leinwand, vergoldeter Holzrahmen                                    | in der medizinischen Fakultät (Lage)  | PM54002147    | Inscrit      | 2010  |      |
| Gemälde Porträt von Jean Perrin                  | Ölfarbe auf Leinwand, Holzrahmen                                                | in der medizinischen Fakultät (Lage)  | PM54002153    | Inscrit      | 2010  |      |
| Gemälde Porträt von Claude François Allié        | Ölfarbe auf Leinwand, vergoldeter Holzrahmen                                    | in der medizinischen Fakultät (Lage)  | PM54002159    | Inscrit      | 2010  |      |
| Gemälde Porträt von Nicolas Le Pois              | Ölfarbe auf Leinwand, vergoldeter Holzrahmen                                    | in der medizinischen Fakultät (Lage)  | PM54002108    | Inscrit      | 2010  |      |
| Gemälde Porträt von François Bonfils             | Ölfarbe auf Leinwand, vergoldeter Holzrahmen, von Eugène Feyen                  | in der medizinischen Fakultät (Lage)  | PM54002120    | Inscrit      | 2010  |      |
| Pietà                                            | Stein, farbig gefasst, 16. Jahrhundert                                          | in der Kirche St-Melaine (Lage)       | PM54001936    | Inscrit      | 1996  |      |
| Gemälde Porträt von Jean-François Bonfils        | Ölfarbe auf Leinwand, vergoldeter Holzrahmen, von Eugène Feyen                  | in der medizinischen Fakultät (Lage)  | PM54002129    | Inscrit      | 2010  |      |
| Gemälde Porträt von Pierre Chalnot               | Ölfarbe auf Holz, bemalter Holzrahmen, 1941 von Henri-Joseph Marchal            | in der medizinischen Fakultät (Lage)  | PM54002136    | Inscrit      | 2010  |      |
| Gemälde Porträt von Léon Coze                    | Ölfarbe auf Holz, vergoldeter Holzrahmen, 1907 von Jean-Mathias Schiff          | in der medizinischen Fakultät (Lage)  | PM54002134    | Inscrit      | 2010  |      |
| Gemälde Porträt von Pierre Barot                 | Ölfarbe auf Leinwand, Holzrahmen                                                | in der medizinischen Fakultät (Lage)  | PM54002138    | Inscrit      | 2010  |      |
| Gemälde Porträt von Joseph Lelorrain             | Ölfarbe auf Leinwand, Holzrahmen                                                | in der medizinischen Fakultät (Lage)  | PM54002143    | Inscrit      | 2010  |      |
| Gemälde Porträt von François Nicolas Marquet     | Ölfarbe auf Leinwand, vergoldeter Holzrahmen                                    | in der medizinischen Fakultät (Lage)  | PM54002148    | Inscrit      | 2010  |      |
| Gemälde Porträt von Dominique Perrin             | Ölfarbe auf Leinwand, Holzrahmen                                                | in der medizinischen Fakultät (Lage)  | PM54002150    | Inscrit      | 2010  |      |
| Gemälde Porträt von Antoine Bagard               | Ölfarbe auf Leinwand, vergoldeter Holzrahmen                                    | in der medizinischen Fakultät (Lage)  | PM54002160    | Inscrit      | 2010  |      |
| Gemälde Porträt von Jean Paul Vuillemin          | Ölfarbe auf Leinwand, Holzrahmen, 1930                                          | in der medizinischen Fakultät (Lage)  | PM54002156    | Inscrit      | 2010  |      |
| Zeichnung Porträt von Jacques Parisot            | Kreide auf Papier, Holzrahmen, 1960 von Jean Scherbeck                          | in der medizinischen Fakultät (Lage)  | PM54002161    | Inscrit      | 2010  |      |
| Gemälde Porträt von Charles Mittié               | Ölfarbe auf Leinwand, vergoldeter Holzrahmen                                    | in der medizinischen Fakultät (Lage)  | PM54002162    | Inscrit      | 2010  |      |
| Zeremonialstab des Vorstehers                    | Silber, Holz, 1758                                                              | in der medizinischen Fakultät (Lage)  | PM54002107    | Inscrit      | 2010  |      |
| Gemälde Porträt von Antoine Louis                | Ölfarbe auf Leinwand, vergoldeter Holzrahmen, vor 1788 von Jean-Baptiste Greuze | in der medizinischen Fakultät (Lage)  | PM54002117    | Inscrit      | 2010  |      |
| Gemälde Porträt von Jean-Baptiste Simonin        | Ölfarbe auf Leinwand, vergoldeter Holzrahmen, 1800                              | in der medizinischen Fakultät (Lage)  | PM54002118    | Inscrit      | 2010  |      |
| Kelch                                            | Silber, vergoldet, um 1720                                                      | in der Kirche St-Melaine (Lage)       | PM54000942    | Classé       | 1970  |      |
| Gemälde Porträt von Charles Le Pois              | Ölfarbe auf Leinwand, vergoldeter Holzrahmen                                    | in der medizinischen Fakultät (Lage)  | PM54002109    | Inscrit      | 2010  |      |
| Gemälde Porträt von Charles Le Pois              | Ölfarbe auf Leinwand, vergoldeter Holzrahmen                                    | in der medizinischen Fakultät (Lage)  | PM54002112    | Inscrit      | 2010  |      |
| Gemälde Porträt von Nicolas Guebin               | Ölfarbe auf Leinwand, vergoldeter Holzrahmen                                    | in der medizinischen Fakultät (Lage)  | PM54002113    | Inscrit      | 2010  |      |
| Gemälde Porträt von Charles Bagard               | Ölfarbe auf Leinwand, vergoldeter Holzrahmen, 1775                              | in der medizinischen Fakultät (Lage)  | PM54002115    | Inscrit      | 2010  |      |
| Gemälde Porträt von Alexandre de Haldat du Lys   | Ölfarbe auf Leinwand, vergoldeter Holzrahmen, 1853 von Charles Paulus           | in der medizinischen Fakultät (Lage)  | PM54002119    | Inscrit      | 2010  |      |
| Gemälde Porträt von Johann Schröder              | Ölfarbe auf Leinwand, Holzrahmen, erste Hälfte des 17. Jahrhunderts             | in der medizinischen Fakultät (Lage)  | PM54002125    | Inscrit      | 2010  |      |
| Zeichnung Porträt von Maurice Lucien             | Kreide und Kohle auf Papier, 1940 von Henri-Joseph Marchal                      | in der medizinischen Fakultät (Lage)  | PM54002122    | Inscrit      | 2010  |      |
| Gemälde Porträt von Jean-Baptiste Edmond Simonin | Ölfarbe auf Leinwand, Holzrahmen, von Jules Wielhorski                          | in der medizinischen Fakultät (Lage)  | PM54002130    | Inscrit      | 2010  |      |
| Gemälde Porträt von Nicolas Blondlot             | Ölfarbe auf Leinwand, vergoldeter Holzrahmen, von Eugène Feyen                  | in der medizinischen Fakultät (Lage)  | PM54002132    | Inscrit      | 2010  |      |
| Gemälde Porträt von Jean Levrechon               | Ölfarbe auf Leinwand, Holzrahmen                                                | in der medizinischen Fakultät (Lage)  | PM54002139    | Inscrit      | 2010  |      |
| Gemälde Porträt von Maurice Grandclas            | Ölfarbe auf Leinwand, Holzrahmen                                                | in der medizinischen Fakultät (Lage)  | PM54002142    | Inscrit      | 2010  |      |
| Gemälde Porträt von Jean-Baptiste Simonin        | Ölfarbe auf Leinwand, vergoldeter Holzrahmen, 1870                              | in der medizinischen Fakultät (Lage)  | PM54002151    | Inscrit      | 2010  |      |
| Gemälde Porträt von Jean-Baptiste Alliot         | Ölfarbe auf Leinwand, vergoldeter Holzrahmen                                    | in der medizinischen Fakultät (Lage)  | PM54002154    | Inscrit      | 2010  |      |
| Gemälde Porträt von Christophe Cachet            | Ölfarbe auf Leinwand, vergoldeter Holzrahmen                                    | in der medizinischen Fakultät (Lage)  | PM54002155    | Inscrit      | 2010  |      |
| Gemälde Porträt von Guy de Chauliac              | Ölfarbe auf Leinwand, vergoldeter Holzrahmen                                    | in der medizinischen Fakultät (Lage)  | PM54002157    | Inscrit      | 2010  |      |